# Rhynchospora longa
Rhynchospora longa är en halvgräsart som först beskrevs av Carl Lindman, och fick sitt nu gällande namn av Hans Heinrich Pfeiffer. Rhynchospora longa ingår i släktet småag, och familjen halvgräs. Inga underarter finns listade i Catalogue of Life.